# Dschihad von Ahmad b. Mohammad
Der Dschihad von Ahmad bin Mohammad begann im Jahre 1818 in der Region Massina in Mali gegen „heidnische“ Fulbe und wurde später gegen „heidnische“ Bambara ausgedehnt.
Ziel des kriegerischen Feldzugs war die Errichtung eines islamischen Staatswesens um das Gebiet des ehemaligen Songhai-Reiches, und Timbuktu wieder zu vereinen. Das Ergebnis war eine islamische Theokratie und die Durchsetzung eines orthodoxeren Islams, der den vorherigen Pluralismus von orthodoxem Islam, Sufi-Islam und traditionellen afrikanischen Religionen ersetzte.